# Gastrochaena hians
Gastrochaena hians är en musselart som först beskrevs av Gmelin 1791.  Gastrochaena hians ingår i släktet Gastrochaena och familjen Gastrochaenidae. Inga underarter finns listade i Catalogue of Life.